# Ceratobothrium xanthocephalum
Ceratobothrium xanthocephalum är en plattmaskart som beskrevs av Francesco Saverio Monticelli 1892. Ceratobothrium xanthocephalum ingår i släktet Ceratobothrium och familjen Onchobothriidae. Inga underarter finns listade i Catalogue of Life.